# 하치카이촌
하치카이촌(八開村)은 아이치현 서부 아마군에 있던 촌이다. 현재의 아이사이시에 해당한다.

## 역사
1906년에 가사이군 가이지촌, 하치와촌, 무쓰와촌의 일부가 합병해 가사이군 하치카이촌이 되었다.  1913년에 가사이군과 가이토군이 합병해 아마군 하치카이촌이 되었다. 촌명은 하치와촌과 가이지촌이 합성지명으로 이루어졌다.
2005년 4월 1일, 아마군 사오리정, 사야정, 다쓰타촌과 합병해 아이사이시가 되었다. 합병후 인구는 65000명이 되었다. 새로운 시청은 사야정 사무소에 설치되었다. 

## 행정
촌장 : 와시노 아키라 (鷲野聰明) (2001년 6월 7일 - 2005년)